# はにたん
はにたん は、大阪府高槻市のPRマスコットキャラクターである。今城塚古墳で出土した武人埴輪がモデル。

## プロフィール
- 名前：はにたん
- 誕生日：8月20日（ハニワの日）
- 出身：今城塚古墳（大阪府高槻市）
- 性別；不詳
- 年齢：不明
- 性格：誰にでも優しくお人好し。

## 来歴
高槻市のPRマスコットキャラクターになるまで
はにたんは、2010年10月に高槻市消防本部の職員が消防や救急救命活動に関心をもってもらおうと提案し、広報課職員がイラスト化したマスコットキャラクターである。その後、高槻市消防本部の消防マスコットキャラクターとして「消防はにたん」・「救急はにたん」・「救助はにたん」として活動をしていた。
高槻市は2011年6月16日に同年6月8日付で高槻市役所の各課から募ったキャラクター31体からこのはにたんが高槻市のマスコットキャラクターとして任命をしたと発表した。
その後の活動
はにたんは、高槻市のマスコットキャラクターとして任命後、高槻市がSUUMO（関西）の「住んでみて良かった街ランキング（関西）」で2010年と2012年に1位になったのを機に、市長が「高槻市のPRと定住の促進を図る」という目的の下、2012年9月28日に同年10月1日付ではにたんを「たかつきPR係長」として任命すると発表した。その後には、ゆるキャラグランプリに毎年エントリーしており、2014年ご当地ランキング部門20位。2013年6月10日には高槻市のイメージソングとして「テケテケはにたん」がヤマハミュージックコミュニケーションズの協力で発売されている。2014年には「テケテケはにたん」がカラオケで配信された。
現在は、LINEスタンプも販売されている。
家庭学習の支援
学校で授業が受けられない臨時休業中の小中学校の生徒の家庭学習を支援するために、教育センターのウェブページ（「はにたんまなびのひろば」）でプリントの解説動画を配信している。動画は、休校中の学習支援として順次配布している学習プリントを画面に大きく映し出しながら、先生とはにたんが正解に至るためのポイントなどを解説し、一緒に答え合わせをする。スマートフォン、タブレットでも視聴できる。
小学1～6年
国語・算数
中学1～3年
国語・数学・英語

## メディア出演
- 2012年10月5日　朝日放送「探偵！ナイトスクープ」に出演
- 2013年2月20日　J:COM「おちゃのこsaisai」に出演
- 2013年3月15日　NHK「ええとこ」に出演
- 2013年6月6日　 NHK総合「あさイチ」に出演
- 2020年8月8日　JR西日本の地域ふれあいイベントでくまモンと共演[8]
- 2020年8月20日　GO-GUYねっとに出演

## 関連商品
- はにたんコーヒー（食品）
- テケテケはにたん (CD/DVD)

作詞：佐奈谷七葉、作曲：JaaBourBonz、編曲：本田優一郎（スムルース）、歌：大屋朱里
その他、高槻市の障がい者関連の社会福祉施設等から食品を販売している。　